# 布爾迪爾島

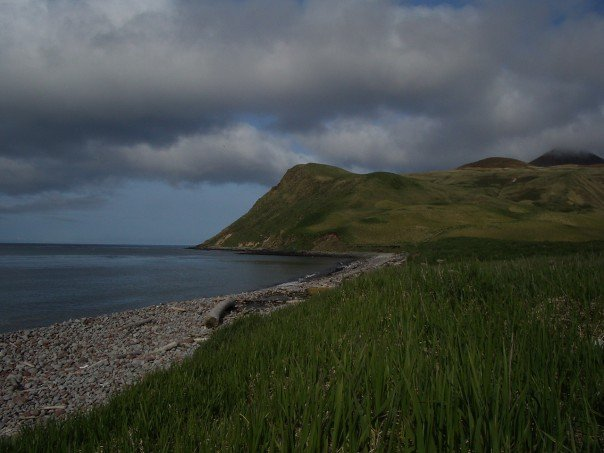

布爾迪爾島是美國的島嶼，位於太平洋海域，由阿拉斯加州負責管轄，長7公里、寬4公里，面積19.29平方公里，最高點海拔高度656米，島上無人居住。
52°21′29″N 175°55′29″E / 52.35806°N 175.92472°E